# Blidworth
Blidworth è un paese di 4 355 abitanti della contea del Nottinghamshire, in Inghilterra.